# حصار بلزن (1433–1434)
حصار بلزن استمر من 14 يوليو 1433 حتى 9 مايو 1434 وكان مواجهة هامة في حروب الهوسيين. كانت القوات الهوسيتية بقيادة بروكوب العظيم قد حاصرت المدينة الكاثوليكية بلزن لفترة تسعة أشهر وثلاثة وعشرين يومًا دون أن تتمكن من اقتحامها. فشل الهوسيين المتطرفين بقيادة بروكوب العظيم في السيطرة على واحدة من آخر المدن الكاثوليكية الكبيرة في بوهيميا، والذي أدى إلى سقوط المدينة الجديدة في براغ من أيديهم، وشكل ضربة كبيرة للمجموعات الهوسيتية المتطرفة وكان مقدمة لهزيمتهم الحاسمة في معركة ليباني.